# Can Pau Moliner
Can Pau Moliner és una masia de Viladrau (Osona) inclosa a l'Inventari del Patrimoni Arquitectònic de Catalunya.

## Descripció
Masia de planta rectangular (20x7) coberta (la part més antiga) a dues vessants amb el carener perpendicular a la façana situada a migdia, i una part més nova (finals del segle passat) coberta a una vessant que desguassa a migdia. Consta de planta i primer pis. La façana principal presenta a la planta un portal central d'arc rebaixat de totxo, un finestral, un portal lateral d'arc rebaixat de totxo, que dona on antigament hi hagué la cuina i un cos de corts adossat a la façana O, el qual consta d'una espiera, un portal d'arc rebaixat de totxo i tres finestres, i un afegit de totxana més a l'O; el primer pis presenta dos balcons moderns laterals, i dos grans finestrals. La façana presenta tan sols una finestra al primer pis. La façana E presenta a la planta tres finestrals, i al primer pis dues finestres, una de les quals és de gres vermell amb ampit motllurat, i un balcó modern.

## Història
Masia situada a peu de camí ral construïda a la segona meitat del segle xix, època en què el municipi experimentà el seu màxim increment demogràfic. El cens de 1860, el més alt de la seva història, dona la xifra de 1188 habitants.